# Боријана
Боријана (итал. Borriana) је насеље у Италији у округу Бијела, региону Пијемонт.
Према процени из 2011. у насељу је живело 755 становника. Насеље се налази на надморској висини од 307 м.

## Становништво
| 1931. | 1936. | 1951. | 1961. | 1971. | 1981. | 1991. | 2001. | 2011. |
| ----- | ----- | ----- | ----- | ----- | ----- | ----- | ----- | ----- |
| 806   | 696   | 816   | 929   | 882   | 852   | 914   | 850   | 880   |